# Focalització
La focalització indica el punt de vista en un text de narrativa, el terme prové del cinema i va ser encunyat per Gérard Genette. Igual que una càmera enfoca d'una determinada manera els plans, el narrador usa un determinat punt de vista per explicar i presentar la història a la literatura.
Hi ha diversos tipus de focalització:
- Externa: el narrador està fora de l'acció, es tendeix a l'objectivitat; el personatge coneix més que el lector del que passa a l'acció, ja que aquesta es va descobrint a partir de la presentació nua dels esdeveniments.
- Interna: el narrador es fica dins dels personatges (d'un o de més), i explora els seus punts de vista
- Zero: el narrador omniscient, que permet al lector la màxima informació i aporta la seva subjectivitat a la narració